# Pothyne ochracea
Pothyne ochracea là một loài bọ cánh cứng trong họ Cerambycidae.